# András Székely (Schwimmer)

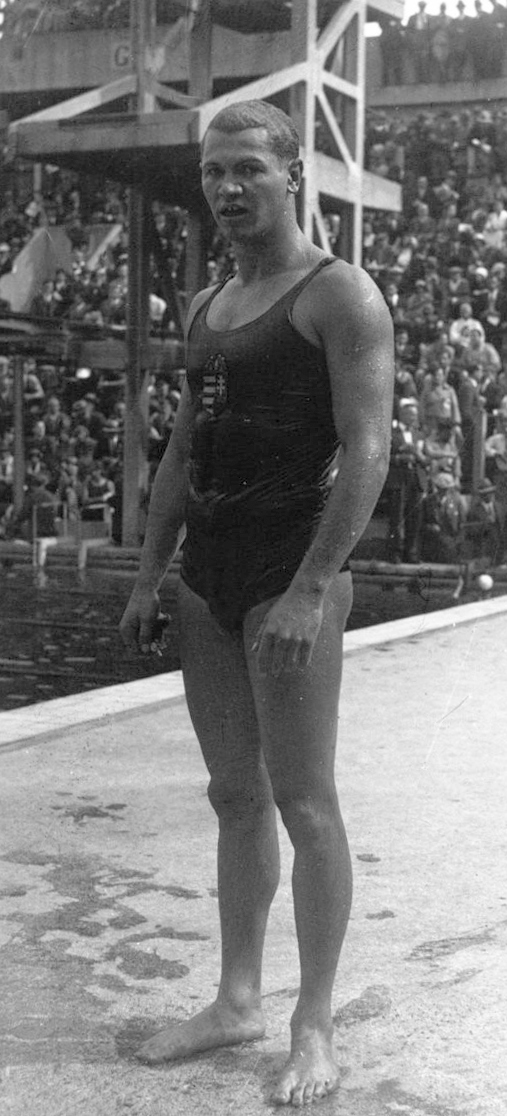
András Székely (1931)

András Székely (* 5. März 1910 in Tatabánya; † 25. Januar 1943 in Tschernihiw) war ein ungarischer Schwimmer, der bei den Olympischen Spielen 1932 eine Bronzemedaille gewann. 1931 gewann er bei den Europameisterschaften eine Gold- und eine Silbermedaille.

## Sportliche Karriere
András Székely schwamm bis 1929 für Tatabányai Bányász. Danach schwamm er für Ferencváros in Budapest und spielte Wasserball für den Budapesti EAC. Von 1930 bis 1934 gehörte er zur ungarischen Schwimm-Nationalmannschaft.
Bei den Europameisterschaften 1931 in Paris schlug er über 100 Meter Freistil mit einer Sekunde Rückstand auf István Bárány als Zweiter an und erhielt die Silbermedaille. Die ungarische 4-mal-200-Meter-Freistilstaffel mit András Wanié, László Szabados, András Székely und István Bárány gewann den Titel vor der deutschen und der italienischen Staffel. Dabei stellten die Ungarn in 9:34,0 Minuten einen neuen Weltrekord auf.
Im Jahr darauf bei den olympischen Schwimmwettbewerben in Los Angeles traten insgesamt sieben Staffeln an, es fanden keine Vorläufe statt. Die japanische Staffel siegte in neuer Weltrekordzeit von 8:58,4 Minuten mit zwölf Sekunden Vorsprung vor der Staffel aus den Vereinigten Staaten. 21 Sekunden dahinter schlug die ungarische Staffel mit Wanié, Szabados, Székely und Bárány als Dritte an mit fünf Sekunden Vorsprung auf die Kanadier. In diesem Rennen waren die Ungarn 2,6 Sekunden schneller als bei ihrem bis zum Olympiafinale gültigen Weltrekord.
András Székely studierte zeitweilig an der Technischen Universität in Budapest, schloss sein Studium aber nicht ab. Während seiner Studentenzeit gewann er bei Studentenweltspielen fünf Gold- und zwei Silbermedaillen und eine Bronzemedaille.
Székely war Jude. Im Zweiten Weltkrieg wurde er von den Deutschen in ein Arbeitslager nach Tschernihiw in der heutigen Ukraine verschleppt und starb dort.